# Sclerophilacris corticola
Sclerophilacris corticola är en insektsart som beskrevs av Marius Descamps 1976. Sclerophilacris corticola ingår i släktet Sclerophilacris och familjen gräshoppor. Inga underarter finns listade i Catalogue of Life.